# Цех, Харри
Харри Цех (нем. Harry Zech; род. 25 февраля 1969, Блуденц, Форарльберг) — лихтенштейнский футболист, защитник.

## Клубная карьера
Профессиональную карьеру Харри начал в 1991 году в «Вадуце», где играл до 1997 года. В сезоне 1995/96 признан Футболистом года в Лихтенштейне. С 1997 по 2000 года защищал цвета «Бальцерс». Карьеру завершил в 2003 году выступлениями за «Эшен-Маурен».

## Карьера за сборную
Дебют за национальную сборную Лихтенштейна состоялся 12 марта 1991 года в товарищеском матче против сборной Швейцарии (1:6). Всего за сборную Цех провёл 39 матча и забил 1 гол.

### Гол за сборную
| Дата            | Место          | Соперник | Счёт | Результат | Турнир                  |
| --------------- | -------------- | -------- | ---- | --------- | ----------------------- |
| 19 октября 1996 | Вильнюс, Литва | Литва    | 1:1  | 1:2       | Квалификация на ЧМ 1998 |

## Достижения

### Клубные
- Обладатель Кубка Лихтенштейна: 1992, 1995, 1996

### Личные
- Футболист года в Лихтенштейне: 1995/96[3]